# Cesarstwo Rzymskie
Niektóre z zamieszczonych tu informacji wymagają weryfikacji.
Dokładniejsze informacje o tym, co należy poprawić, być może znajdują się w dyskusji tego artykułu.
 Po wyeliminowaniu niedoskonałości należy usunąć szablon {{Dopracować}} z tego artykułu.
Cesarstwo Rzymskie (łac. Imperium Romanum) – starożytne państwo obejmujące obszary basenu Morza Śródziemnego, powstałe z przekształcenia republiki rzymskiej w system monarchiczny. Przyjmuje się, że początkiem cesarstwa był rok 27 p.n.e., kiedy Gajusz Oktawiusz otrzymał od senatu tytuł augusta (wywyższony przez bogów). Potwierdzało to pozycję Oktawiana jako najważniejszej osoby w państwie i przyniosło definitywny koniec republice rzymskiej.
Początkowo formą rządów w cesarstwie był pryncypat: formalnie zachowano poprzedni ustrój, a cesarz utrzymywał najwyższą władzę w państwie, sprawując wszystkie najważniejsze urzędy republiki i kontrolując armię. W wyniku reform Dioklecjana i Konstantyna nastała era dominatu ze znacznie mocniejszą pozycją cesarską.
W 395 roku cesarstwo definitywnie rozpadło się na części zachodnią i wschodnią. Cesarstwo zachodniorzymskie, po dwukrotnym zdobyciu Rzymu przez barbarzyńców, upadło w 476 roku w wyniku problemów wewnętrznych i wędrówki ludów. Natomiast Cesarstwo wschodniorzymskie upadło w roku 1453, w wyniku zdobycia Konstantynopola przez armię turecką Mehmeda II oraz wcześniejsze osłabienia Cesarstwa IV Wyprawą krzyżową.

## Dzieje

### Oktawian August
Panowanie Oktawiana Augusta (27 p.n.e.–14 n.e.) cechowało przywrócenie stabilności politycznej i społecznej. Ustrój republikański nie został formalnie zniesiony, a władza cesarza wywodziła się z połączenia kompetencji urzędów cywilnych oraz wojskowych, w szczególności władzy konsula (najwyższego urzędnika i dowódcy wojskowego), trybuna ludowego (protektora ludu z prawem weta i inicjatywą prawodawczą) i najwyższego kapłana (Pontifex Maximus). Cezara określano również jako zwycięskiego wodza (Imperator) oraz ojca ojczyzny (pater patriae). August zachował przywileje senatorów, podkreślając, że jest pierwszym wśród równych (princeps). Dlatego ten system rządzenia nazwano pryncypatem.
August wprowadził szereg reform usprawniających administrację rzymską. Zastąpił skorumpowanych i ambitnych patrycjuszy sprawnymi administratorami ze stanu ekwitów (należał do nich m.in. Poncjusz Piłat), dając im kluczowe stanowiska w państwie, np. prefekta Egiptu (ważne źródło zaopatrzenia w zboże) czy prefekta pretorii (gwardia cesarska w Rzymie). Zastąpił także skorumpowanych przedsiębiorców, dzierżawiących podatki, urzędnikami państwowymi. Rozsądne podatki i stabilna moneta spowodowały rozwój handlu i wzrost gospodarczy. 
August zajął się także reformą religii i uzdrowieniem obyczajów. Ustanowił prawa zachęcające do małżeństwa i posiadania dzieci (opodatkowano kawalerów i bezdzietnych), wprowadził kary za przestępstwa seksualne. Promował kulturę opiewającą proste, wiejskie i rodzinne wartości oraz pobożność. Odbudował 53 świątynie w Rzymie, odnawiając zaniedbane ceremonie religijne.
Oktawian kontynuował ekspansję rzymską w Europie, choć nie udały się jego plany podboju terenów dzisiejszych Niemiec. W bitwie w Lesie Teutoburskim jesienią 9 r. n.e. Rzymianie utracili 3 legiony i po tej porażce granice rzymskie na północy stopniowo oparły się o naturalne bariery – rzeki Ren i Dunaj, a polityka ich fortyfikowania była kontynuowana w kolejnych wiekach.

### Dynastia julijsko-klaudyjska
Jedną ze słabości cesarstwa był brak ustalonych zasad sukcesji. Podtrzymywanie fikcji trwania republiki uniemożliwiało ustalenie wprost zasady dziedziczenia, chociaż najczęściej to krewni zmarłego cesarza sięgali po władzę na podstawie testamentu poprzednika. Następcą Augusta został jego pasierb – Tyberiusz (14–37). Już współcześni podejrzewali, czy jego wejścia na „tron cesarski” nie ułatwiła jego matka, Liwia Druzylla. Podejrzewano ją o spowodowanie zabójstwa mężów jedynej córki cesarza Julii Starszej – Marka Marcellusa i Marka Agrypy oraz jej synów, a wnuków Augusta – Gajusza Cezara i Lucjusza Cezara. Tyberiusz był skutecznym dowódcą i administratorem, choć za swego panowania nie opuszczał już Italii. Pod koniec rządów wycofał się do willi na Capri, pozostawiając rządy w ręku prefekta pretorii Lucjusza Aeliusza Sejanusa. Jego dwór na Capri cieszył się złą sławą ze względu na krążące opowieści o odbywających się tam orgiach i zbrodniach.
Jego sukcesorem był młody Gajus zwany Kaligulą (37–41), jeden z wnuków Druzusa, zmarłego wiele lat wcześniej młodszego brata Tyberiusza. Kaligula zdobył początkowo popularność, znosząc podatek od sprzedaży oraz sponsorując igrzyska sportowe i przedstawienia, ale szybko stał się tyranem. Mordował senatorów, aby posiąść ich żony i majątki, na gubernatorów mianował przyjaciół z dzieciństwa, żądał oddawania sobie czci jako Jowiszowi i – według Swetoniusza – planował powierzenie urzędu konsula swojemu koniowi, Incitatusowi. W końcu sam został zamordowany przez spiskowców.
Po śmierci Kaliguli rozważano przywrócenie republiki, ale pretorianie wymusili na senacie uznanie nowego cesarza. Został nim Klaudiusz (41–54), stryj zamordowanego Kaliguli, który dotychczas żył na uboczu. Znienawidzony przez senatorów Klaudiusz otaczał się głównie wyzwoleńcami, którzy zdobyli duży wpływ na rządy. Odznaczył się on rozsądnymi decyzjami politycznymi oraz wprowadzeniem humanitarnych praw dotyczących dłużników i niewolników. Klaudiusz rozbudował również port w Ostii oraz wybudował nowy akwedukt zaopatrujący Rzym w wodę. Został otruty przez swoją czwartą żonę Agrypinę, która w ten sposób zdobyła tron dla swojego syna Nerona (54–68), ożenionego z córką Klaudiusza – Oktawią. Wkrótce po objęciu rządów Neron kazał zabić młodszego brata Oktawii, Brytanika, syna i jedynego spadkobiercę Klaudiusza. Zamordował też własną matkę, a później na polecenie swej kochanki i przyszłej żony Poppei wygnał i kazał zabić także Oktawię. Neron zapoczątkował także prześladowania chrześcijan, wykorzystując do tego pożar Rzymu w 64 roku. Władał nieudolnie i wybuchły przeciwko niemu bunty. Popełnił samobójstwo podczas ucieczki z opanowanego przez swoich wrogów Rzymu.
Śmierć Nerona spowodowała wygaśnięcie dynastii julijsko-klaudyjskiej i zapoczątkowała wojnę domową, podczas której rzymscy żołnierze powołali po kolei czterech cesarzy: Galbę, Othona, Witeliusza i Wespazjana. Dlatego rok 69 nazywany jest rokiem czterech cesarzy. Obnażyło to fikcję republikańskich tradycji – władza cesarzy opierała się w istocie na armii.

### Dynastie Flawiuszów i Antoninów

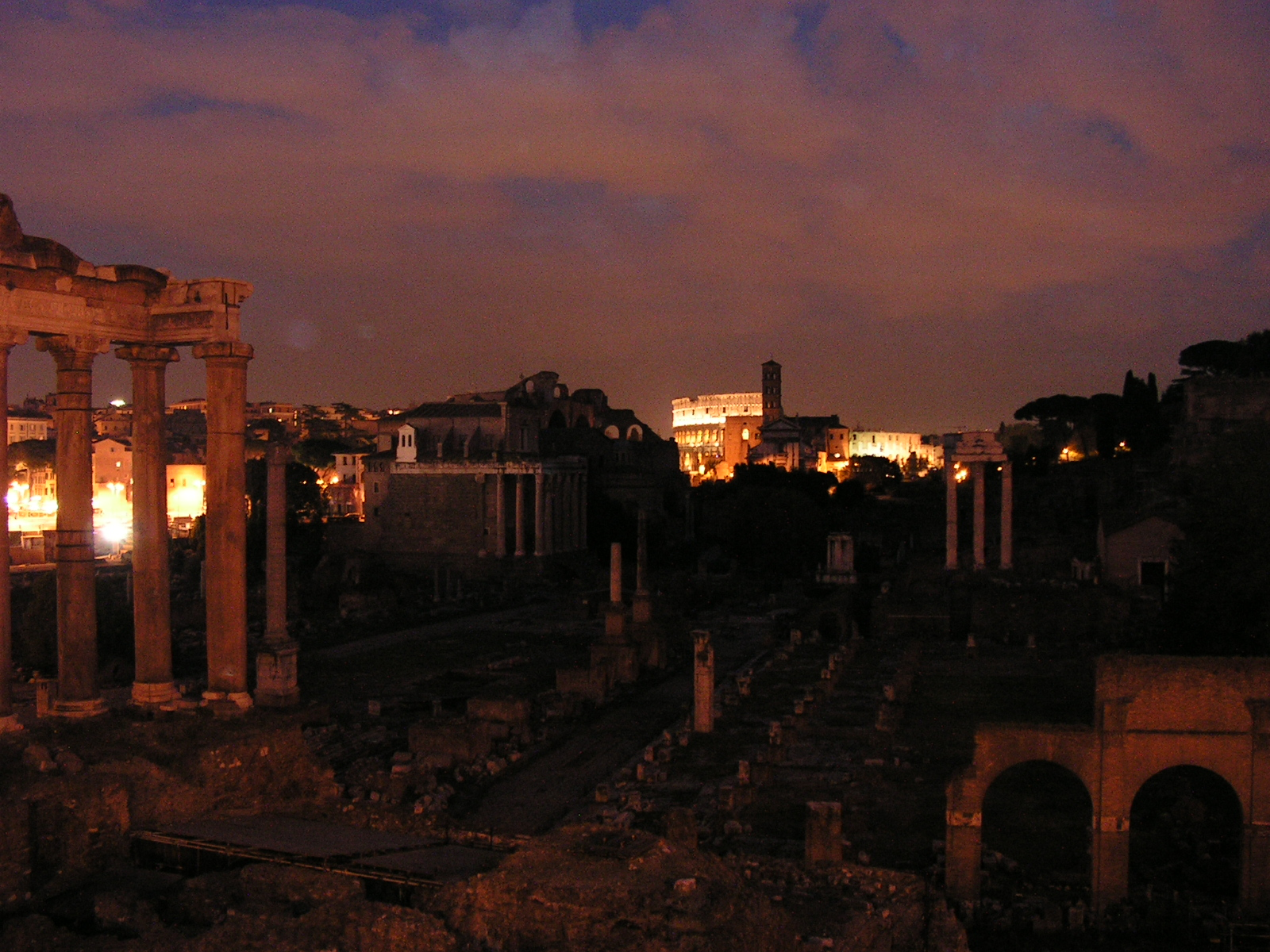
Forum Romanum – pozostałości po dawnej stolicy cesarstwa rzymskiego

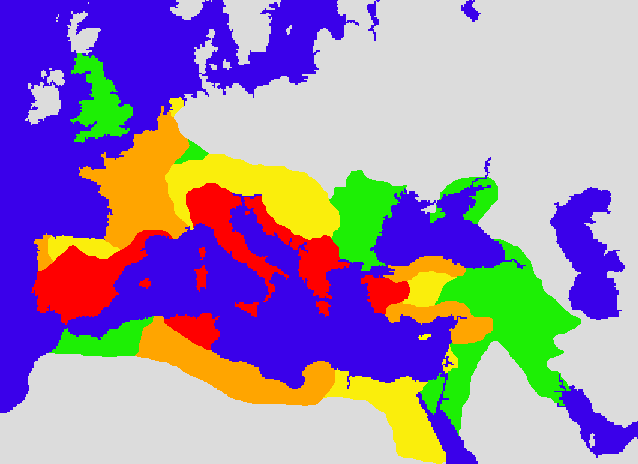
Zasięg państwa rzymskiego w latach: 133 p.n.e. (czerwony), 44 p.n.e. (pomarańczowy – późna republika, zdobycze takich przywódców jak Pompejusz i Juliusz Cezar), 14 n.e (żółty – zdobycze Oktawiana Augusta), 117 n.e (zielony – zdobycze późniejszych cesarzy)

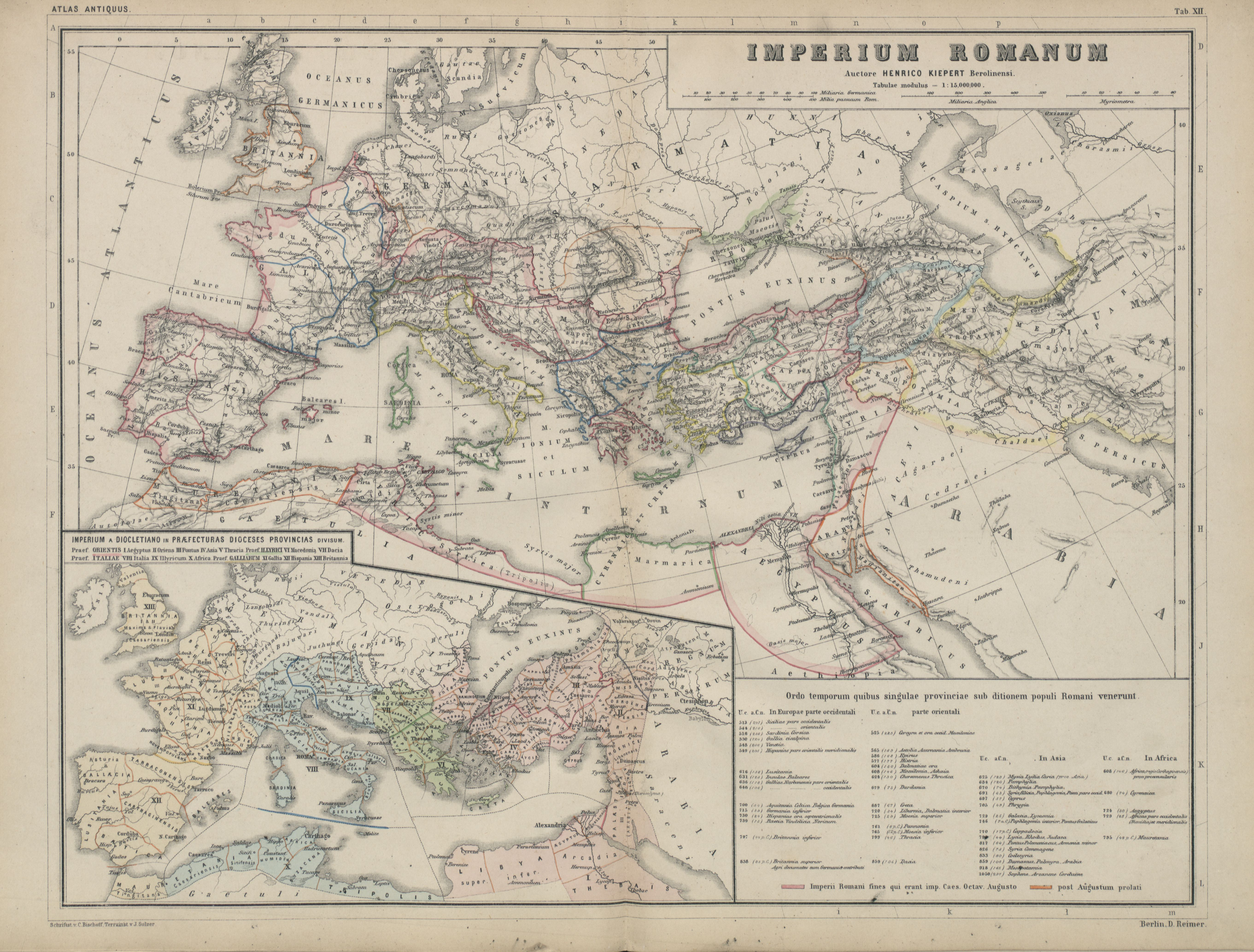
Mapa Cesarstwa z atlasu Kieperta (1870)

Z walk o władzę zwycięsko wyszedł Wespazjan (69–79), dowódca armii na wschodzie. Wybór na cesarza zastał go podczas tłumienia powstania żydowskiego w Judei. Powołując nowych senatorów spoza Italii oraz lojalnych dowódców zbudował poparcie dla nowej dynastii – Flawiuszy. Uzdrowił finanse państwa. Po nim władzę przejął syn cesarza Tytus Flawiusz. Jego krótkotrwałe rządy (79–81) dobrze zapisały się w pamięci Rzymian, podczas gdy jego brat i następca Domicjan (81–96) uważany był za tyrana, a złej opinii nie poprawiły nawet jego liczne sukcesy wojskowe. Domicjan zbudował system fortyfikacji między Renem a Dunajem. Nie ufając senatorom rozbudował system szpiegostwa i terroru. Zginął w wyniku spisku pałacowego.
Senat przyznał wówczas tytuł cesarza Nerwie (96–98), uprzedzając tym samym akcję wojska i unikając kolejnej wojny domowej, jak to się wydarzyło po upadku Nerona. Nerwa adoptował szanowanego gubernatora Germanii – Trajana (98–117), zapoczątkowując w ten sposób dynastię Antoninów. Trajan był pierwszym cesarzem urodzonym poza Rzymem (w Hiszpanii) i wybitnym żołnierzem, który podbił kilka nowych prowincji: Dację, Armenię, Arabię, Mezopotamię. Ze względu na zdolności administracyjne i rozsądną politykę uważany jest za jednego z najlepszych cesarzy. Zainicjował program budowy wielu obiektów w całym imperium. Był autorem programu świadczeń społecznych, m.in. rozdawnictwa żywności dla biednych dzieci. Wzbudzał podziw senatorów i podwładnych bezpośrednim i sprawiedliwym traktowaniem oraz otwartym umysłem. Za jego panowania imperium obejmowało tereny od wybrzeży Zatoki Perskiej, Morza Kaspijskiego i Egiptu po środkową Szkocję i północne Maroko w 117 roku oraz Dację i jako protektorat Królestwo Bosporańskie.
Kuzyn i sukcesor Trajana, Hadrian (117–138), był niezmordowanym podróżnikiem i miłośnikiem kultury greckiej. Rozpoczął rządy od wycofania wojsk z Armenii i Mezopotamii, których utrzymanie było zbyt kosztowne. Zreformował administrację, kontynuował budowę fortyfikacji limes (np. 117-kilometrowy Wał Hadriana w Brytanii) oraz dróg. Po nim tron odziedziczył Antoninus Pius (138–161). Jego pokojowe panowanie uznaje się za najlepszy okres w historii Rzymu. Jego następca Marek Aureliusz (161–180) był już zmuszony poświęcić wiele czasu walkom z najazdami Germanów. Był filozofem na tronie, a jego Rozmyślania należą do klasyki filozofii stoickiej.
Historycy nazywali pięciu cesarzy z dynastii Antoninów (Nerwę, Trajana, Hadriana, Antoninusa Piusa i Marka Aureliusza) „dobrymi cesarzami”. Nie zalicza się do nich syna i dziedzica Marka Aureliusza, Kommodusa (180–192), który interesował się głównie walkami gladiatorów, w których chętnie sam brał udział. Kiedy Kommodus zmarł (najprawdopodobniej zamordowany), zdemoralizowani pretorianie przeprowadzili aukcję, której stawką był tron cesarski. Wkrótce do gry dołączyły także legiony i zaczęła się wojna domowa, która spustoszyła imperium.

### Cesarze-żołnierze

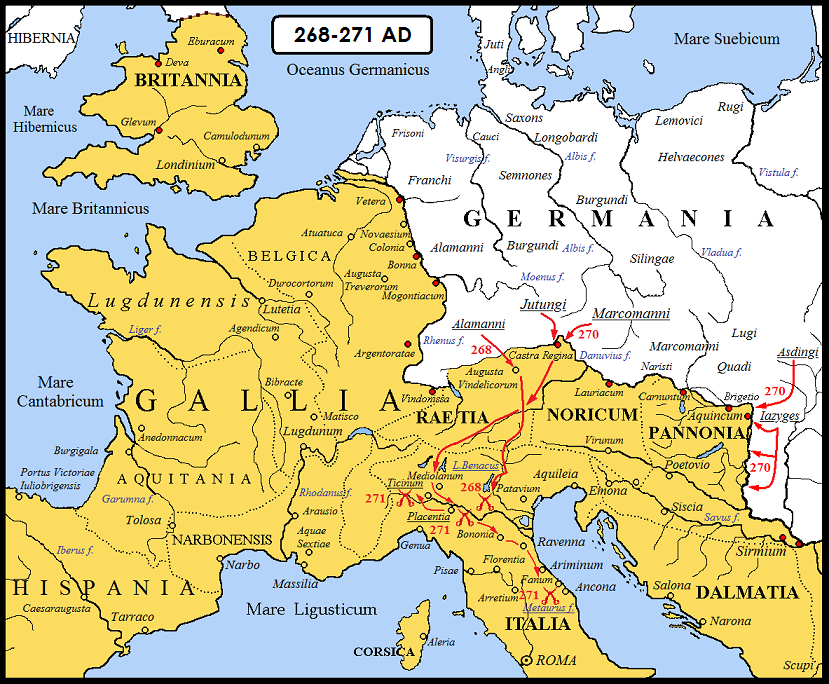
Ataki ludów „barbarzyńskich” na Cesarstwo w latach 268-271

Wojna domowa wyniosła na cesarski tron Septymiusza Sewera (193–211), dowódcę armii Dunaju. Po pokonaniu rywali był zmuszony poświęcić większość panowania na gaszenie płonących granic imperium. Nie ufał senatowi i pozbawił senatorów stanowisk dowódczych w armii. Nie ufał także gwardii pretoriańskiej, którą rozwiązał. Lojalność armii zapewnił sobie, ustalając stały żołd oraz rozluźniając dyscyplinę: zezwolił żołnierzom na małżeństwo, posiadanie własnej ziemi oraz zamieszkiwanie w miastach poza obozami. Żołnierzom powierzył także szereg obowiązków administracyjnych, m.in. zbieranie podatków. Reformy te jednak raczej osłabiły niż umocniły państwo, a jego pięciu następców (w tym dwóch synów) zostało zamordowanych mimo stałej polityki przekupywania wojsk. Ważnym posunięciem następcy Septymiusza, Karakalli, było rozciągnięcie praw obywateli rzymskich na wszystkich wolnych mieszkańców imperium w 212. Panowanie dynastii Sewerów zakończyło się w 235 zabójstwem cesarza Aleksandra Sewera.
Armia poczęła się uważać za reprezentanta ludu rzymskiego i źródło wszelkiej władzy. Między 235 a 284 wojsko powołało około 20 cesarzy, którym udało się zająć Rzym, a także 30, którym to się nie udało. Tylko jeden z tych cesarzy zmarł śmiercią naturalną. 
Upadek władzy spowodował załamanie się gospodarki: poborcy podatkowi żądali olbrzymich podatków dla walczących ze sobą armii, a zbankrutowani rolnicy stawali się poddanymi latyfundystów lub zajmowali się rabunkiem. Porzucone ziemie zdobywały w tym czasie plemiona germańskie przybyłe zza Renu i Dunaju. Na wschodzie w granice imperium wdarły się wojska Sasanidów, a następnie własne państwo stworzyła tam Palmyra. Anarchia oraz zaniedbanie dróg i mostów doprowadziły do sparaliżowania handlu, co wywołało autarkiczną gospodarkę na wsi i upadek miast. Pieniądz stracił wartość (monety bite w 270 zawierały tylko 1% srebra), co spowodowało przejście z gospodarki pieniężnej na wymianę barterową. Również podatki pieniężne zostały zastąpione przez podatki naturalne pobierane u producentów np. w żywności, broni i odzieży. Zubożenie sponsorów uderzyło także w szkolnictwo, kulturę, igrzyska i festiwale religijne. Ubocznym skutkiem był wzrost senatorskich latyfundiów i zastępowania w nich niewolników (jako zbyt drogich) przez ubogich dzierżawców. Za panowania Aureliana (271–275) Rzym, który dawno wykroczył poza mury postawione w IV w. p.n.e., został otoczony nowymi murami. Był to widomy znak słabości cesarstwa.

### Reformy Dioklecjana i Konstantyna
Sytuacja gospodarcza i militarna zaczęła poprawiać się w latach 80. III w. Stabilizację polityczną przywrócił Dioklecjan, który został cesarzem w 284. Po dłuższych przemyśleniach uznał, że sam nie podoła obowiązkom, dobrał sobie jako współrządcę Maksymiana, któremu powierzył zarząd prowincji zachodnich. Wkrótce potem obaj cesarze (auguści) wybrali pomocników (cezarów). System sprawowania władzy przez czterech cesarzy (tetrarchia) został stworzony przez Dioklecjana jako stała instytucja. W 305 Dioklecjan abdykował i przekazał władzę swojemu cezarowi. Pokojowe przekazanie władzy jednak się nie powiodło. Wybuchła wojna domowa, z której zwycięsko wyszedł Konstantyn, który w 312 opanował zachodnią, a w 324 wschodnią część cesarstwa.
Podczas rządów Maksencjusza i Konstantyna cesarstwo zostało zreorganizowane. Określa się ten okres historii cesarstwa mianem Nowej Republiki. Armię rozbudowano i podzielono na broniących granic limitanei i ruchomą armię polową comitatenses. Prowincje zostały podzielone na mniejsze jednostki, aby ułatwić zarządzanie nimi. Przywróciło to ład społeczny, ale powstała rozbudowana warstwa administracji, która szybko okazała się nieudolna i skorumpowana. Wzrosły podatki. Ludność ubożała, chłopi stopniowo spadali do rangi niewolników.
Konstantyn wydał w 313 edykt mediolański, zezwalający na legalne wyznawanie chrześcijaństwa. Dostrzegł w nim siłę, która mogła stanowić element spajający nowy porządek. Wcześniej siłę tę stanowił kult religijny oddawany osobie cesarza. Konstantyński edykt wolności religijnej sprawił, że chrześcijaństwo miało wspierać państwo w radykalnie odmienny sposób. Odtąd praktykowanie jakiejkolwiek religii miało być sprawą osobistego wyboru obywateli. Wraz z chrześcijaństwem weszło w życie polityczne pojęcie wolności religijnej. Jednym z ideologów Nowej Republiki był Laktancjusz, wychowawca cesarskiego syna Kryspusa. Cel jego dzieła Divinae Institutiones (Boże rozporządzenia) był ten sam, co wcześniej De oficiis Cycerona. Dwadzieścia cztery lata później, będąc na łożu śmierci, Konstantyn sam przyjął chrzest. Wszyscy kolejni cesarze byli chrześcijanami. Wyjątkiem okazał się panujący w latach 361–363 Julian, który podjął ostatnią – nieudaną – próbę ożywienia religii starorzymskiej. W 392 cesarz Teodozjusz Wielki wprowadził chrześcijaństwo jako religię państwową. Wszelkie inne były odtąd nielegalne.

### Podział Cesarstwa Rzymskiego na wschodnie i zachodnie
W III wieku podupadł autorytet cesarzy, wynoszonych na tron i obalanych przez armię (większość władców tego okresu została zamordowana). Napotkali oni coraz większe trudności w rządach nad rozległym Imperium. Dlatego pod koniec III wieku cesarz Dioklecjan wprowadził współrządy czterech cesarzy, jednak system ten przetrwał zaledwie do początków IV stulecia. Trwały – jak się później okazało – podział cesarstwa nastąpił w 395 roku. Odtąd rządziło dwóch cesarzy: jeden panował w zachodniej, a drugi we wschodniej części państwa. Cesarstwo zachodniorzymskie przeżywało stopniowy rozkład, osłabiane Wielką wędrówką ludów i najazdami Hunów oraz Wandalów, aż w końcu przestało istnieć, kiedy w roku 476 barbarzyński wódz Odoaker obalił cesarza Romulusa Augustulusa. Wschodnie cesarstwo natomiast istniało jeszcze długo. Najbardziej rozkwitło za panowania Justyniana Wielkiego, tracąc jednak w VII wieku naszej ery prowincje lewantu i Afrykę. Sześć wieków później uległo inwazji krzyżowców w 1204 roku, przez co straciło pozostałe prowincje na Bałkanach i w Azji Mniejszej, niezbędne do przeżycia i powstrzymywania kolejnych inwazji muzułmańskich Turków – Seldżuków i Osmanów. Odrodzone niemal 60 lat później, upadło w karłowatej postaci, w 1453 roku, po zdobyciu Konstantynopola przez Imperium Osmańskie.

## Ustrój

### Pryncypat

#### Władza cesarza
Wprowadzony po 27 roku p.n.e. przez Oktawiana Augusta ustrój opierał się na władzy jednostki, jaką był cesarz przy zachowaniu pozorów instytucji republikańskich.
Cesarz był princepsem, „pierwszym obywatelem republiki”, piastującym jednocześnie funkcje imperatora, przywódcy senatu, prokonsula zarządzającego 18 prowincjami, najwyższego kapłana, trybuna ludowego i cenzora ustalającego listy senatorów. Pryncypat nie był dziedziczny, ale władca miał możliwość wyznaczenia swego następcy. Pryncypat trwał w Rzymie aż do rządów Dioklecjana.

#### Administracja w pierwszych wiekach cesarstwa
Cesarstwo Rzymskie obejmowało wówczas terytorium, na którym obecnie znajduje się ponad 30 państw. Zamieszkiwało je około 50 mln ludzi. Mimo to posiadało ono szczątkową administrację centralną. Wpływ państwa na codzienne życie znakomitej większości obywateli był znikomy. Cesarz, wsparty niewielkim zespołem sekretarzy, złożonym najczęściej z jego własnych niewolników oraz wyzwoleńców, nie był w stanie zarządzać zbyt wieloma sprawami i znaczną część władzy musiał oddawać zarządcom prowincji i prokuratorom, których aparat administracyjny też nie był znaczący. Całe imperium tworzyła mozaika samorządnych miast, którymi, wraz z przyległymi do nich terenami, rządziła miejscowa elita. Odpowiadała ona za prowadzenie bieżącej administracji, realizację wielu ustaw i ściąganie podatków. Miasta te były przeważnie kopiami stolicy imperium – miały własny senat i urzędników wybieranych corocznie spośród lokalnych wielmożów.

### Dominat
Charakter władzy cesarza zmienił się w czasie rządów Dioklecjana. Cesarz sprawował odtąd niekwestionowaną, absolutną władzę, używając tytułu dominus et deus (pan i bóg). Zerwano całkowicie z pozorami republiki, a władzę senatu ograniczono do roli doradczej.
Dioklecjan wprowadził także rządy, nazwane tetrarchią (rządy czterech, czwórwładza), polegające na tym, że imperium rządzi dwóch augustów, którzy mianują swoich zastępców zwanych cezarami; teoretycznie po 20 latach sprawowania władzy mieli oni zrzec się tytułu augusta na rzecz swego zastępcy, który po kolejnych 20 latach powinien zrzec się władzy na rzecz swego cezara itd. System tetrarchii nie utrzymał się, a jego ostateczny koniec stanowiło przejęcie władzy przez Konstantyna Wielkiego.

## Podział terytorialny

### Podział terytorialny pod koniec IV w. n.e.
Cesarstwo Rzymskie obejmowało wówczas wszystkie ziemie okalające Morze Śródziemne oraz Morze Czarne
- Prefektura Galii
  - Brytania (Anglia z Walią)
  - Galia (Szwajcaria, Francja, Nadrenia, Belgia i południowa Holandia)
  - Hiszpania (Hiszpania z Portugalią)
  - Mauretania Tingitańska (północne Maroko)
- Prefektura Italii
  - Italia (Włochy i Korsyka)
  - Mauretania Cezarejska (północna Algieria)
  - Afryka Prokonsularna (Tunezja i Trypolitania)
  - Miasto Rzym
  - Iliria (Austria, Słowenia, Bawaria, zachodnie Węgry, Bośnia i Hercegowina, Chorwacja i Czarnogóra)
- Prefektura Illyricum
  - Dacja (zachodnia Bułgaria i Serbia)
  - Macedonia
  - Grecja
- Prefektura Wschodu i Orientu
  - Tracja (wschodnia Bułgaria i europejska Turcja)
  - Asiana (zachodnia część azjatyckiej Turcji)
  - Pont (wschodnia część azjatyckiej Turcji)
  - Orient (Syria, Libia, Izrael, zachodnia Jordania, Egipt i Cyrenajka)

## Formalna ciągłość idei Cesarstwa do 1806 i tytułu cesarskiego do 1922
Tak zwany podział Cesarstwa Rzymskiego w 395 nie był podziałem imperium na dwa państwa. Państwo miało być jednolite i rządzone wspólnie przez dwóch równych sobie cesarzy rzymskich (imperatorów augustów). W przypadkach, kiedy jednego z cesarzy by zabrakło, drugi stawał się jedynowładcą całego imperium. W 476 dowódca rzymski Odoaker, który został przez swoje wojska obwołany królem Italii, zdetronizował cesarza zachodniorzymskiego Romulusa Augustulusa. Cztery lata później zabiegał o namiestnictwo italskie i zwierzchność Zenona Izauryjczyka. Jednak w 493 król ostrogocki Teodoryk Wielki obalił rządy Odoakra, a w 497 uznał Anastazjusza I za jedynego cesarza rzymskiego i przyjął od niego godność namiestnika Italii.
Cesarstwo Rzymskie pod władzą jednego imperatora augustusa rezydującego w Konstantynopolu istniało do 800, kiedy to Karol Wielki został ukoronowany w Rzymie na cesarza przez papieża Leona III. Imperator wschodniorzymski uznał tytuł cesarski Karola w 812, przez co powstała formalna dwuwładza w Imperium Romanum, będącym wtedy jedynie ideą państwa, a w rzeczywistości dwoma odrębnymi i niezależnymi od siebie państwami – bizantyńskim i frankijskim. Zachodnia władza cesarska przeszła następnie w 814 na syna Ludwika I Pobożnego, a po jego śmierci Cesarstwo Karolińskie rozpadło się i w ramach traktatu w Verdun zostało podzielone na trzy części: zachodnie, środkowe tudzież wschodnie. Mimo to godność cesarza nadal istniała, lecz funkcja ta zaczęła tracić na znaczeniu. Po detronizacji Karola III Grubego dynastia Karolingów utraciła tytuł cesarski, który następnie był w rękach innych rodów i przetrwał do 924. Dopiero w 962 królowi niemieckiemu Ottonowi I Wielkiemu z dynastii Ludolfingów udało się ponownie utworzyć Imperium Rzymskie na zachodzie. Następnie po uregulowaniu stosunków z Bizancjum Otton I uzyskał uznanie swojej godności cesarskiej przez rzymski wschód. Święte Cesarstwo Rzymskie zostało rozwiązane w 1806 przez Napoleona I, a na jego miejsce powstał Związek Reński.
Cesarstwo Bizantyńskie upadło wraz ze zdobyciem Konstantynopola przez Osmanów w 1453 roku. Godność cesarza wschodniorzymskiego stała się jednym z tytułów władcy państwa Turków Osmańskich. Tytuł cesarski przepadł wraz z rozpadem Imperium Osmańskiego i abdykacją ostatniego sułtana Mehmeda VI w 1922. Wśród państw muzułmańskich istniał też Sułtanat Rumu, którego nazwa odwoływała się do dziedzictwa rzymskiego.
Po śmierci ostatniego cesarza bizantyńskiego, Konstantyna XI Paleologa, rolę patrona prawosławia przejął wielki książę moskiewski Iwan III Srogi. Poślubił on córkę Tomasza Paleologa, Zofię. Jej wnuk, Iwan IV Groźny, zaczął tytułować się carem Wszechrusi (car jest słowiańskim odpowiednikiem słowa cesarz). Natomiast jego następcy wspierali ideę, że Carstwo Rosyjskie było jedynym i właściwym dziedzicem Rzymu i Konstantynopola, dlatego Moskwa była nazywana Trzecim Rzymem. Koncepcja ta była podtrzymywana aż do obalenia Imperium Rosyjskiego przez rewolucję lutową w 1917.